# نبيل سليمان
نبيل سليمان (وُلد عام 1945، صافيتا) هو كاتبٌ سوري.

## حياته
تخرج من جامعة دمشق كلية الآداب قسم اللغة العربية عام 1967 عمل في التدريس بين 1963-1979. أسس دار الحوار للنشر والتوزيع عام 1982 في اللاذقية، وعضو جمعية القصة والرواية، تفرغ للكتابة منذ عام 1989. تُرجمت بعض أعماله إلى الروسية والأسبانية والإنجليزية وكُتبت دراسات كثيرة عن أدبه، أبرزها: «الرواية والتاريخ» لمحمد جمال باروت، و«نحو ملحمة روائية عربية» لمحسن يوسف، و«تشكل المكونات الروائية» لمويفن مصطفى. اعتُديَّ عليه في عام 2001، وقيل لأهداف سياسية ونفى رئيس الاتحاد ذلك كما تم الاعتداء عليه مرة أخرى في 2011

## أعماله
من أعماله:
- ينداح الطوفان، 1970م، رواية.
- السجن، 1972م، رواية.
- ثلج الصيف، 1973م، رواية.
- الأدب والايدلوجيا في سورية (بالاشتراك مع بو علي ياسين)- 1974.
- جرماتي، 1977م، رواية.
- النسوية في الكتاب المدرسي، 1978م، دراسة.
- النقد الأدبي في سورية، ج1 - 1979.
- معارك ثقافية في سورية (بالاشتراك مع بو علي ياسين ومحمد كامل الخطيب)- 1979.
- الماركسية والتراث العربي الإسلامي، 1980.
- المسلة، 1981م، رواية.
- الرواية السورية، 1983م، دراسة.
- مساهمة في نقد النقد الأدبي، 1983م، دراسة.
- وعي الذات والعالم، 1985م، دراسة.
- هزائم مبكرة، 1985م، دراسة.
- أسئلة الواقعية والالتزام، 1985م، دراسة.
- قيس يبكي، 1988م، قصة.
- في الإبداع والنقد، 1989م، دراسة.
- مدارات الشرق، 1993م، رواية.
- فتنة السرد والنقد، 1994.
- أطياف العرش، 1995م، رواية
- حوارات وشهادات، 1995.
- الثقافة بين الظلام والسلام، 1996.
- سيرة القارئ، 1996.
- بمثابة البيان الروائي، 1998.
- مجاز العشق، 1998م، رواية.
- في غيابها، 2009
- دلعون، 2010م، رواية
- حجر السرائر، 2010
- مدائن الأرجوان، 2013
- جداريات الشام (نمنوما)، 2014
- تاريخ العيون المطفأة، 2019م، رواية

## جوائز
أقيم بتاريخ 02 آذار 2022 في دبي حفل توزيع جوائز الدورة الـ 17 لمؤسسة سلطان بن علي العويس الثقافية، وفاز نبيل سليمان بالجائزة عن فئة القصة والرواية والمسرحية.

## روابط خارجية
- نبيل سليمان على موقع أرشيف الشارخ.